# Palais Waldersee
Koordinaten: 51° 50′ 7,7″ N, 12° 14′ 49,8″ O

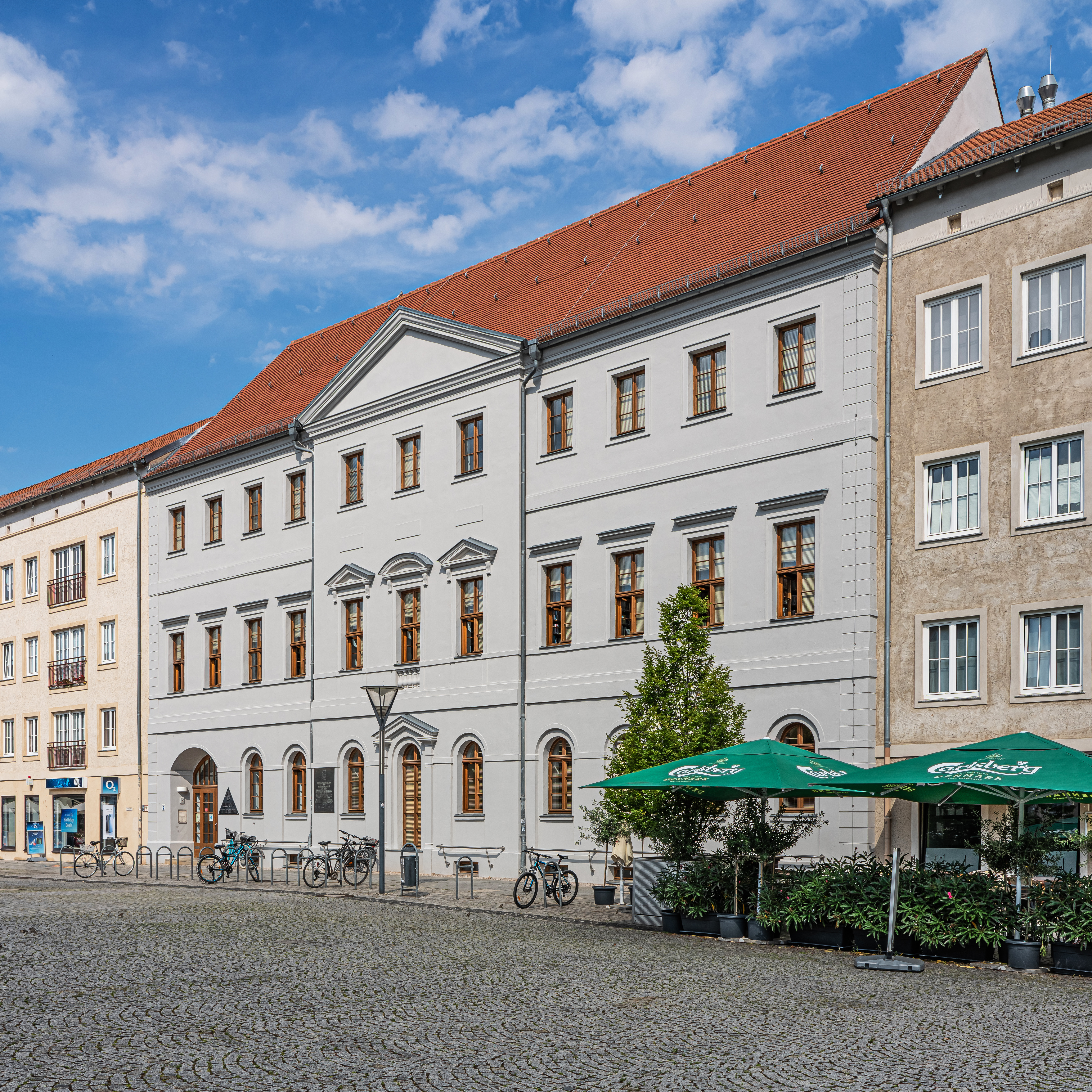
Palais Waldersee

Das Palais Waldersee ist ein Gebäude aus dem 18. Jahrhundert in der Zerbster Straße 10 in der früheren Altstadt von Dessau.
Fürst Franz (1740–1817) ließ das Gebäude 1792 bis 1795 für seinen Sohn Franz von Waldersee (1763–1823) nach einem Entwurf von Friedrich Wilhelm von Erdmannsdorff bauen.

## Gebäude

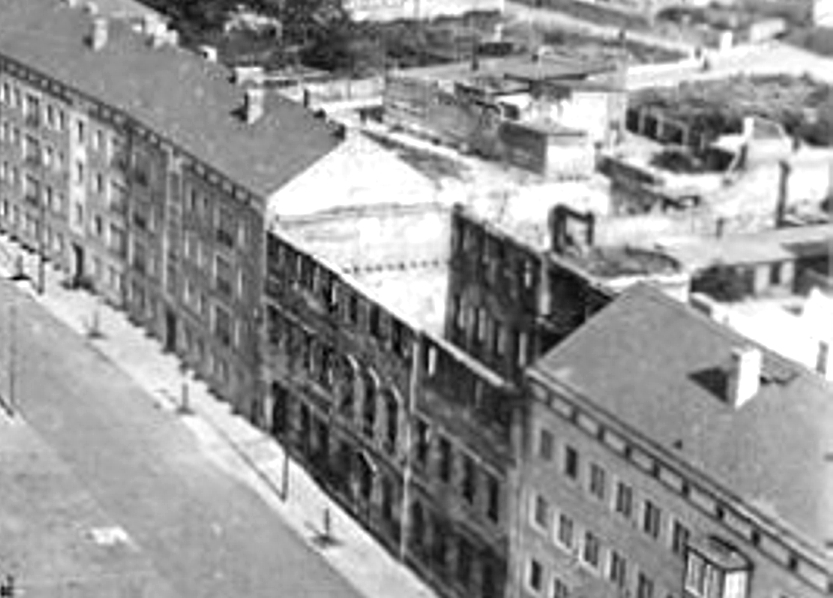
Das Palais Waldersee als Ruine

Leopold III. Friedrich Franz von Anhalt-Dessau ließ das Grundstück für 1050 Reichstaler kaufen. Ein baufälliges Haus auf dem Grundstück wurde abgerissen, um ab 1792 das dreigeschossige Haus im klassizistischen Stil nach dem Entwurf von Erdmannsdorffs errichten zu lassen. Der elfachsige Putzbau mit dreiachsigem Mittelrisalit und Dreiecksgiebel wurde 1795 fertiggestellt. 1825 wurde es zur Nutzung als Schulgebäude erstmals umgebaut.
Nach dem Luftangriff im Zweiten Weltkrieg am 7. März 1945, bei dem in der Altstadt fast 97 Prozent der Gebäude vollständig zerstört oder stark beschädigt wurden, brannte das Palais Waldersee bis auf die Fassade und Umfassungsmauern ab.
In den Nachkriegsjahren wurden in der Zerbster Straße zuerst Häuser mit Wohnungen und Geschäften gebaut. Die Ruine des Palais Waldersee wurde, mit einigen Veränderungen am ursprünglichen Projekt, erst von 1959 bis 1962 ausgebaut.

## Nutzung
Fürst Franz schenkte es im Jahr der Fertigstellung seinem ältesten, illegitimen Sohn, Graf Johann Franz Georg von Waldersee, welcher aus der vorehelichen Beziehung mit Johanne Eleonore Hoffmeier (1746–1816; ab 1765 verehelichte von Neitschütz) hervorgegangen war.
Als der Graf 1823 starb, fielen Grundstück und Palais an den jetzigen Hauptgläubiger Leopold Friedrich, nach dem Tod von Leopold Friedrich Franz seit 1817 Herzog, zurück. Er verkaufte Haus und Grundstück 1786 an das Konsistorium einer 1786 gegründeten Töchterschule für 7266 Taler. Die Summe entsprach exakt der Höhe der Hypothek, mit welcher das Haus zur damaligen Zeit belastet war.
Am 15. August 1825 bezog die Töchterschule das zwischenzeitlich umgebaute Gebäude. Im Vorderhaus befanden sich die Dienstwohnungen für den Rektor und Lehrer. Die Schulräume war im Hinterhaus untergebracht.

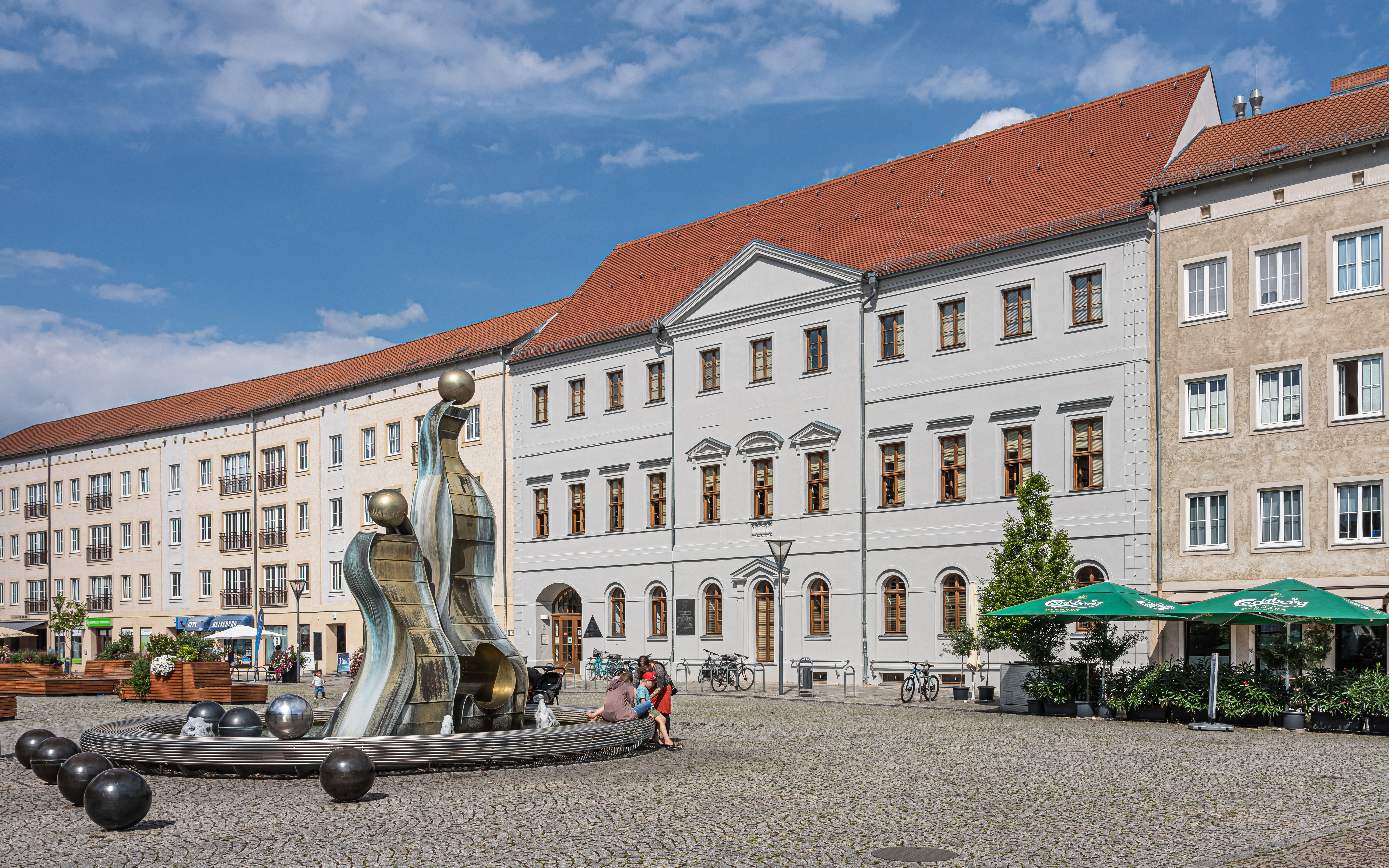
Die Anhaltische Landesbücherei am neugestalteten Marktplatz

Im Rahmen der Neuordnung der Schulverhältnisse 1869 in Dessau zog die „Höhere Töchterschule“ in das Vorderhaus. Ihr wurde ein Seminar zur Ausbildung von Lehrerinnen und Erzieherinnen angegliedert. Im Hinterhaus wurde eine „Mittelschule für Mädchen“ (ab 1874 „Bürgerschule für Mädchen“) eingerichtet.
Die Töchterschule zog 1884 in ein neues Gebäude in der Antoinettenstraße, so dass die Mädchenbürgerschule auch das Vorderhaus nutzen konnte. Aufgrund des weiter bestehenden Platzmangels zog die Schule jedoch 1892 aus, nachdem am 20. August 1892 ein neues großes Schulgebäude in der Flössergasse eingeweiht worden war.
Nach dem Wiederaufbau des Gebäudes ab 1959 wurde das Palais Waldersee von 1962 an durch die damalige Stadtbibliothek genutzt. Diese wurde nach der Wende wieder in Anhaltische Landesbücherei umbenannt. Deren Hauptbibliothek befindet sich noch heute im Gebäude. Die Wissenschaftliche Bibliothek ist seit 1987 im umgebauten Palais Dietrich in der Zerbster Straße 35 untergebracht.